# 福尔泰扎
福尔泰扎（義大利語：Fortezza），是意大利博尔扎诺-上阿迪杰自治省的一个市镇。总面积61平方公里，人口971人，人口密度15.9人/平方公里（2009年）。ISTAT代码为021032。